# Arcidiocesi di Edessa di Osroene

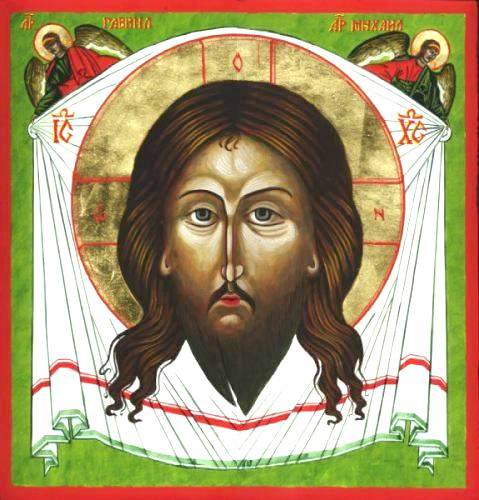
Un dipinto ispirato al mandylion

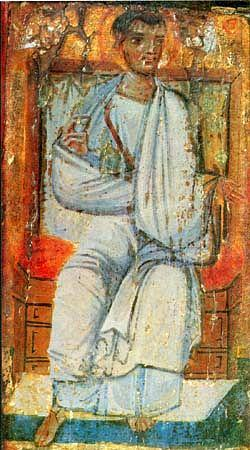
Icona di Taddeo di Edessa (X secolo) nel monastero di Santa Caterina sul Sinai

L'arcidiocesi di Edessa di Osroene (in latino Archidioecesis Edessana in Osrhoëne) è una sede soppressa e sede titolare della Chiesa cattolica.

## Storia
Edessa, corrispondente alla città di Şanlıurfa in Turchia, è l'antica sede metropolitana della provincia romana dell'Osroene nella diocesi civile d'Oriente e nel patriarcato di Antiochia.

### Le leggende
Secondo la Leggenda d'Abgar, il re Abgar V Ukhama, colpito da una malattia incurabile, avendo saputo delle capacità terapeutiche di Gesù, gli avrebbe scritto una lettera per chiedergli il dono della guarigione; Gesù rispose dicendo che, impedito a venire lui stesso, avrebbe mandato uno dei suoi discepoli. Dopo l'ascensione, il discepolo Addai si sarebbe recato a Edessa e avrebbe guarito il re, il quale, per gratitudine, si sarebbe convertito al cristianesimo, con tutta la sua corte. La Dottrina di Addai e gli Atti di Addai aggiungono che l'apostolo avrebbe predicato in tutta la città a ebrei e pagani, distruggendo i templi pagani ed edificando la prima chiesa cristiana; prima di morire avrebbe designato come suo successore a capo della chiesa di Edessa il discepolo Aggai, cui succedette Palout.
Questi testi leggendari hanno lo scopo di attribuire l'origine della chiesa di Edessa agli apostoli stessi. In realtà il primo re edesseno cristiano fu Abgar il Grande tra la fine del II secolo e gli inizi del III, epoca in cui può essere collocato storicamente il vescovo Palout.
Diverse sono le leggende legate alla fondazione del cristianesimo a Edessa, tra cui quella del vero ritratto di Gesù (Mandylion), che l'inviato di Abgar V avrebbe riportato con sé in patria, che nel X secolo finì a Costantinopoli e che infine sarebbe giunta a Roma. Un'altra leggenda racconta che l'imperatore Alessandro Severo, dopo la sua vittoria sui Persiani, avrebbe richiesto al re delle Indie il corpo dell'apostolo Tommaso, che fu posto in una cassa d'argento in una chiesa della città.

### L'origine della comunità cristiana
Al di là di questi testi leggendari, non esiste documentazione storica sull'origine della comunità cristiana a Edessa e nell'Osroene. Di certo il cristianesimo, come d'altronde ovunque nell'impero, si diffuse all'interno della comunità giudaica, comunità molto viva dal punto di vista culturale: è opera infatti del giudaismo edesseno, verso la metà del II secolo, la composizione della versione siriaca dell'Antico Testamento, la Peshitta.
Eusebio di Cesarea, nella sua storia, parla per la prima volta di Edessa in occasione di un concilio dell'Osroene, tenutosi in città nel 197, per discutere la questione della data pasquale. Sembra dal suo testo che le diverse comunità cristiane fossero già rette da responsabili che, benché non ne portassero il nome, esercitavano le stesse funzioni dei vescovi.
La vitalità culturale di Edessa si manifesta ben presto anche nella comunità cristiana, dove, tra la fine del II secolo e l'inizio del III, si diffondono alcune sette gnostiche, come quella dei Marcioniti e dei Valentiniani. Verso il 180 Taziano, gnostico encratita, compone il Diatesseron, che ha larga diffusione ad Edessa fino al V secolo. Originario di Edessa è Bardesane († circa 222), autore di un Dialogo sul destino e di vari inni e poesie in siriaco, apprezzato dai suoi concittadini contemporanei, ma che più tardi, nel V secolo circa, fu annoverato fra gli eretici: è considerato tra i padri della letteratura siriaca.
Con l'inizio del III secolo la comunità cristiana si sviluppa ulteriormente, grazie alla conversione del re Abgar IX e della sua corte; e il vescovo Palout riceve la consacrazione dalle mani del patriarca di Antiochia Serapione, avvenimento che lega la chiesa di Edessa ad Antiochia e alla chiesa bizantina.
Nel 249 il regno di Edessa fu definitivamente annesso all'impero romano con Filippo l'Arabo (244-249); da questo momento il suo territorio diventa terra di confine e di conflitti tra Romani e Persiani, fino alla conquista araba del VII secolo. Per la comunità cristiana è l'inizio dell'epoca delle persecuzioni, ordinate dagli imperatori, in particolare Decio e Diocleziano. Ma anche l'epoca dei martiri e dei santi, di cui è ricco il Vetus Martyrologium Romanum: tra questi si ricordano Sharbil, il vescovo Barsamya, Gouria, Shamouna e Habib.

### Fondazione della chiesa edessena
Dopo l'Editto di Milano del 313, per la chiesa di Edessa inizia un periodo felice e di organizzazione ecclesiastica. La Cronaca d'Edessa menziona 9 vescovi edesseni del IV secolo: Conone costruisce la cattedrale; Saades è presente al primo concilio di Nicea del 325 e sottoscrivendone gli atti afferma l'ortodossia della sua chiesa e di tutta la Mesopotamia, di cui è riconosciuto metropolita; nel 346 Abramo edifica la chiesa in memoria dei confessori della fede edesseni; al concilio di Costantinopoli del 381 Eulogio è ricordato come metropolita dell'Osroene; all'epoca del vescovo Ciro sono solennemente portate in città le reliquie dell'apostolo Tommaso (394).
Con la caduta definitiva di Nisibi in mano persiana (363), Edessa vede arrivare un folto numero di cristiani di quella città, che fuggivano alle persecuzioni di Sapore II. Tra questi anche sant'Efrem, morto a Edessa il 9 giugno 373: risale forse a quest'epoca la fondazione della scuola di Edessa (chiamata anche scuola dei Persiani), rinomata in tutto l'Oriente. In questo stesso periodo la comunità cristiana si divide fra ortodossi e ariani: ne fa le spese il vescovo Barses, costretto all'esilio, dove morirà nel marzo 378.
Nella Notitia antiochena, attribuita al patriarca Anastasio I nella seconda metà del VI secolo, Edessa occupa il 3º posto fra le metropolie del patriarcato di Antiochia, con 11 diocesi suffraganee: Birta, Costantina, Carre, Marcopoli, Batne, Tell-Mahrê, Emeria, Circesio, Callinico, Dausara, Nea Valenzia. A queste diocesi Ernest Honigmann aggiunge anche quella di Maratha. L'Annuario Pontificio aggiunge a queste sedi anche la diocesi di Mardin.

### Controversie teologiche
Secondo la sua biografia, si deve al vescovo Rabbula, nella prima metà del V secolo, lo sradicamento definitivo delle eresie ariane e gnostiche nella sua chiesa: fu lui a prescrivere il divieto dell'uso del Diatessaron di Taziano. Soprattutto Rabbula si mostrò tra i più autorevoli avversari della nascente eresia nestoriana: sostenne apertamente Cirillo d'Alessandria nel condannare il nestorianesimo nel concilio di Efeso del 431; convocò un sinodo dei vescovi dell'Osroene dove l'eresia fu condannata e i libri di Teodoro di Mopsuestia bruciati; cacciò dalla scuola di Edessa e dalla città tutti i sostenitori di Nestorio.
Gli sforzi di Rabbula furono però vanificati dal suo successore, Iba, membro della scuola di Edessa e autore della traduzione in siriaco degli scritti di Teodoro di Mopsuestia: con Iba il nestorianesimo ebbe casa in Edessa e grazie a lui le concezioni teologiche di Nestorio si diffusero nella vicina chiesa persiana. La scuola di Edessa divenne un centro di diffusione del nestorianesimo a tal punto che il vescovo Ciro II, successore di Iba, fu costretto a chiuderla e ad espellere tutti i suoi adepti (489), che si rifugiarono a Nisibi, città dell'alta Mesopotamia sotto il dominio persiano.
Con l'inizio del VI secolo Edessa venne coinvolta nella nuova eresia monofisita, condannata dal concilio di Calcedonia nel 451, ma che ebbe larga diffusione in Egitto ed ora anche nel patriarcato di Antiochia. Il vescovo Paolo, suo strenuo sostenitore, fu costretto all'esilio nel 522. Padre del monofisismo siriaco fu tuttavia il vescovo Giacomo Baradeo, che succedette ad Addai nel 541, mentre la città era sotto l'assedio dell'esercito persiano di Cosroe I: con Giacomo la Mesopotamia fu conquistata definitivamente dal partito monofisita, nonostante alcune deboli resistenze del partito ortodosso. Così a Edessa, troviamo ancora alcuni vescovi ortodossi: Amazonio, che assistette al concilio ecumenico del 553; Tommaso, che avrebbe consacrato il patriarca di Antiochia Paolo; e forse Teodoro.

### La conquista araba
Nel 609 Edessa fu per la prima volta conquistata dai Persiani di Cosroe II, che deportò in Persia molti cristiani giacobiti ed impose un vescovo nestoriano. La città sarà in seguito ripresa dall'imperatore Eraclio II (627-628), ma per breve tempo. Oramai le ore erano contate per Bizantini e Persiani, che per quasi tre secoli avevano combattuto tra loro senza che nessuno prevalesse sull'altro: tra il 634 ed il 640 le zone di contesa dei vecchi Imperi furono conquistate per sempre dagli Arabi musulmani. Nel 639 Edessa cadde nelle mani dai nuovi padroni del Medioriente.
Con il sopravvento della Chiesa giacobita, Edessa non ebbe più vescovi ortodossi, nemmeno nel breve periodo di restaurazione di Eraclio, che non riuscì ad imporvi nessun vescovo di fede calcedonese. La comunità cristiana riuscì a sopravvivere a tutti gli avvenimenti politico-militari e all'occupazione araba: una cronotassi di vescovi giacobiti è riportata dalle fonti fino al XIII secolo. La serie episcopale giacobita riprende con il XVII secolo e una diocesi della Chiesa ortodossa siriaca è documentata fino agli inizi del XX secolo. I drammi provocati dalla prima guerra mondiale portarono alla fuga dei cristiani oltre il vicino confine, in Siria, e alla fine della millenaria diocesi siriaca di Edessa.

### Edessa in epoca crociata
In epoca crociata, nel 1098 Edessa divenne un feudo occidentale, con il nome di contea di Edessa. Fu restaurata un'arcidiocesi di rito latino, che durò all'incirca 40 anni, fino a che la città ricadde in mano islamica (1144).
Sono solo due i vescovi noti di questa sede. Il primo è Benedetto, che ricevette la consacrazione episcopale dal patriarca latino di Gerusalemme, Daimberto nel 1100; fu fatto prigioniero durante l'assedio di Carre nel 1104, ma riuscì a liberarsi. Il secondo vescovo noto è anche l'ultimo di questa sede: Ugo, che venne fatto prigioniero durante l'assedio definitivo della città nel 1144 e decapitato.

### La sede titolare
Dal XIII secolo Edessa di Osroene è annoverata tra le sedi arcivescovili titolari della Chiesa cattolica; la sede è vacante dal 20 aprile 1979.

## Cronotassi

### Arcivescovi di credo niceno
- Addai †
- Maris (o Agis o Aggai) †
- Istaspe † (menzionato nel 179)[12]
- Palout † (inizio III secolo)
- San Barsimeo (Barsamya) † (circa 250)
- Conone † (prima del 289 - circa 313)
- Saades † (circa 313 - 324)
- Aitahalla (o Etolio) † (324 - dopo il 341)
- Sant'Abramo † (346 - 361 deceduto)
- San Barses † (361 - marzo 378 deceduto)
- Sant'Eulogio † (379 - 23 aprile 386 deceduto)
- Ciro I † (387 - 22 luglio 396 deceduto)
- Silvano † (fine 396 o inizio 397 - 17 ottobre 398 deceduto)
- Facidas (Pequida) † (23 novembre 398 - agosto 409 deceduto)
- Diogene † (409 - agosto 411 deceduto)
- Rabbula † (412 - 8 luglio o 8 agosto 435 deceduto)
- Iba † (436 - 449 deposto)
- San Nonno † (449 - 451 nominato arcivescovo di Eliopoli)
- Iba † (451 - 28 ottobre 457 deceduto) (per la seconda volta)
- San Nonno † (457 - 471 deceduto) (per la seconda volta)
- Ciro II † (circa 472 - 6 giugno 498 deceduto)
- Pietro † (12 luglio 498 - 10 aprile 510 deceduto)
- Paolo † (510 - 2 luglio 522 esiliato)
- Asclepio † (23 ottobre 522 - 27 giugno 525 deceduto)
- Paolo † (8 marzo 526 - 3 ottobre 526 deceduto) (per la seconda volta)
- Andrea † (7 febbraio 527 - 6 dicembre 532 deceduto)
- Addai † (28 agosto 533 - 541 deceduto)
- Amazonio † (menzionato nel 553)
- Tommaso †
- Teodoro † (circa 570 - 600)[13]

### Arcivescovi giacobiti
- Giacomo Baradeo † (541 - 578 deceduto) (fondatore della Chiesa ortodossa siriaca)
- Severo † (578 - 603 deceduto)[14]
- Giovanni † (menzionato nel 609)
  - Ahischema † (menzionato nel 609) (vescovo nestoriano)[15]
- Isaia † (? - 628 esiliato)
- Simeone †  (628 - 650)[16]
- Ciriaco †  (650 - 665 deceduto)
- Daniele †  (665 - 684)[17]
- Giacobbe † (circa 684 - 688 dimesso)
- Habib †  (688 - 708)
- Giacobbe † (708 - 5 giugno 708 deceduto) (per la seconda volta)
- Gabriele † (menzionato nel 724)
- Costantino †  (729 - 754 deceduto)
- Timoteo †  (754 - 761 deceduto)
- Simeone †  (761 dimesso)
- Anastasio † (761 dimesso)
- Elia †
- Basilio † (all'epoca del patriarca Ciriaco)
- Teodosio † (all'epoca del patriarca Ciriaco)
- Cirillo † (all'epoca del patriarca Dionigi di Tell Mahre)
- Elia † (all'epoca del patriarca Dionigi di Tell Mahre)
- Costantino † (all'epoca del patriarca Dionigi di Tell Mahre)
- Teodosio † (menzionato nell'825)
- Ciriaco † (all'epoca del patriarca Ignazio II)
- Teodosio † (all'epoca del patriarca Dionigi II)
- Dioscoro † (all'epoca del patriarca Dionigi II)
- Timoteo † (all'epoca del patriarca Dionigi II)
- Filossene † (all'epoca del patriarca Basilio I)
- Abramo † (all'epoca del patriarca Giovanni V)
- Filossene † (all'epoca del patriarca Giovanni VII)
- Atanasio (Giosué) † (all'epoca del patriarca Dionigi IV)
- Hayya † (prima del 1034 ? - dopo il 1074)
- Atanasio † (all'epoca del patriarca Basilio II)
- Basilio † (? - dopo dicembre 1101 deposto)
- Ignazio † (dopo dicembre 1101 - ?)
- Atanasio † (1130 - ?)
- Basilio † (menzionato nel 1166)
- Atanasio † (circa 1169 - ?)
- Basilio †

### Arcivescovi latini
- Benedetto † (1100 consacrato - dopo il 1104)
- Ugo † (? - 1144/1145 deceduto)

### Arcivescovi titolari
- Guglielmo (o Goffredo) † (1266 - ?)
- Giovanni † (1282 - ?)
- Martino †
- Giovanni Davide † (30 maggio 1343 - ?)
- Livio Lilio † (18 agosto 1625 - 22 giugno 1643 deceduto)
- Giacinto di Subiano, O.P. † (14 novembre 1644 - 13 luglio 1648 succeduto arcivescovo di Smirne)
- Johann Eberhard Nidhard, S.I. † (16 novembre 1671 - 8 agosto 1672 installato cardinale presbitero di San Bartolomeo all'Isola)
- Carlo Francesco Airoldi † (26 giugno 1673 - 7 aprile 1683 deceduto)
- Thomas Vidoni † (27 settembre 1690 - 29 ottobre 1708 deceduto)
- Girolamo Grimaldi † (5 ottobre 1712 - 2 ottobre 1730 creato cardinale)
- Giovanni Battista Barni † (22 gennaio 1731 - 9 settembre 1743 creato cardinale)
- Antonio Milón López † (5 aprile 1745 - 4 giugno 1762 deceduto)
- Manuel Ferrer y Figueredo † (27 marzo 1765 - 23 giugno 1777 nominato arcivescovo, titolo personale, di Zamora)
- Gregorio Bandi † (17 dicembre 1787 - 10 aprile 1802 deceduto)
- Francesco Bertazzoli † (24 maggio 1802 - 16 maggio 1823 nominato cardinale presbitero di Santa Maria sopra Minerva)
- Giacinto Placido Zurla, O.S.B. † (13 gennaio 1824 - 29 ottobre 1834 deceduto)
- Ignazio Giovanni Cadolini † (12 febbraio 1838 - 30 gennaio 1843 nominato arcivescovo di Ferrara)
- Patrick Joseph Carew † (30 maggio 1843 - 2 novembre 1855 deceduto)
- Vincenzo Massoni † (19 giugno 1856 - 3 giugno 1857 deceduto)
- Gustav Adolf von Hohenlohe-Schillingsfürst † (13 novembre 1857 - 25 giugno 1866 nominato cardinale presbitero di Santa Maria in Traspontina)
- Giuseppe Cardoni † (22 febbraio 1867 - 8 aprile 1873 deceduto)
- Tommaso Michele Salzano, O.P. † (22 dicembre 1873 - 12 settembre 1890 deceduto)
- Filippo Castracane degli Antelminelli † (25 settembre 1891 - 21 agosto 1899 deceduto)
- Gennaro Granito Pignatelli di Belmonte † (17 novembre 1899 - 30 novembre 1911 nominato cardinale presbitero di Santa Maria degli Angeli)
- Tommaso Pio Boggiani, O.P. † (10 gennaio 1912 - 4 dicembre 1916 nominato cardinale presbitero dei Santi Quirico e Giulitta)
- Giovanni Battista Marenco, S.D.B. † (7 gennaio 1917 - 22 ottobre 1921 deceduto)
- Mario Giardini, B. † (21 novembre 1921 - 16 maggio 1931 nominato arcivescovo di Ancona e Numana)
- Luigi Centoz † (28 gennaio 1932 - 28 ottobre 1969 deceduto)